# After Hours at the London House
After Hours at the London House — концертный альбом американской певицы Сары Воан, выпущенный в 1959 году на лейбле Mercury Records. Альбом был записан в чикагском ночном клубе The London House после закрытия при небольшом круге зрителей и был полностью импровизированным.

## Отзывы критиков
| Оценки критиков               | Оценки критиков |
| Источник                      | Оценка          |
| ----------------------------- | --------------- |
| AllMusic                      | [ 2 ]           |
| Billboard                     | [ 3 ]           |
| Encyclopedia of Popular Music | [ 4 ]           |

Джон Буш в своём обзоре для AllMusic написал: «Хотя результаты, безусловно, намного свободнее и непринужденнее, чем на студийном свидании, Воан и инструменталисты не блистают так, как ожидалось. Воан, в частности, осторожно обращается с этим материалом, с легкостью интерпретируя свои уютные баллады, но никогда не заходит в них так далеко, как могла бы в более стабильной обстановке. Формат полностью ломается в финальной песне „Thanks for the Memory“, когда Воан неправильно читает текст, несколько секунд ломает голову над ним, перезапускает номер, снова ошибается, начинает ещё раз и, наконец, завершает через семь минут, объявляя сессию — конечно, продолжая петь — „самой безумной, расстраивающей, неподходящей, которая у меня когда-либо была в жизни“».

## Список композиций
1. «Like Someone in Love» (Джонни Берк, Джимми Ван Хьюзен) — 3:37
2. «Detour Ahead» (Лу Картер, Херб Эллис, Джон Фриго) — 5:28
3. «Three Little Words» (Берт Калмар, Гарри Руби) — 3:40
4. «I’ll String Along with You» (Эл Дубин, Гарри Уоррен) — 5:15
5. «You’d Be So Nice to Come Home To» (Коул Портер) — 4:00
6. «Speak Low» (Огден Нэш, Курт Вайль) — 4:51
7. «All of You» (Коул Портер) — 4:15
8. «Thanks for the Memory» (Ральф Рейнджер, Лео Робин) — 6:58

## Участники записи
- Бас-гитара — Ричард Дэвис
- Вокал — Сара Воан
- Звукорежиссёр — Малкольм Чисхолм
- Саксофон-тенор — Фрэнк Весс
- Тромбон — Генри Кокер
- Труба — Тэд Джонс, Уэнделл Калли
- Ударные — Рой Хейнс
- Фортепиано — Роннелл Брайт